# Passerida
Passerida jsou větším ze dvou hlavních kladů podřádu zpěvní, hlavní skupiny pěvců (druhým je klad Corvida).

## Fylogeneze a taxonomie
V průběhu vývoje se oddělilo nejprve několik bazálních větví, jejich přesné zařazení je předmětem probíhajících výzkumů. Taxonomie celé skupiny se tak v následujících letech může dále měnit. Jádrem infrařádu jsou nadčeledi Sylvioidea, Muscicapoidea a Passeroidea.
- Passerida
  - Melanocharitoidea
    - sýkorčíkovití (Melanocharitidae)

  - Cnemophiliodea
    - Cnemophilidae, "rajky"

  - Callaeoidea
    - Notiomystidae, "medosavky"
    - laločníkovití (Callaeidae)

  - Petroicoidea
    - lejsčíkovití (Petroicidae)

  - Picathartoidea
    - vranulovití (Picathartidae)
    - skalňáčkovití (Chaetopidae)
    - Eupetidae, "kosovci"

  - Hyliotoidea
    - hyliovití (Hyliotidae)

  - Sylvioidea
    - Stenostiridae, "krejčiříčci"
    - moudivláčkovití (Remizidae)
    - sýkorovití (Paridae)
    - sýkořicovití (Panuridae)
    - skřivanovití (Alaudidae)
    - Nicatoridae, "bulbulci"
    - pěnčákovití (Macrosphenidae)
    - vlaštovkovití (Hirundinidae)
    - Pnoepygidae, "timálky"
    - rákosníkovití (Acrocephalidae)
    - Donacobiidae, "střízlíci"
    - Bernieridae
    - cvrčilkovití (Locustellidae)
    - bulbulovití (Pycnonotidae)
    - cistovníkovití (Cisticolidae)
    - Hyliidae, "budníčci"
    - mlynaříkovití (Aegithalidae)
    - cetiovití (Cetiidae)
    - budníčkovití (Phylloscopidae)
    - pěnicovití (Sylviidae)
    - kruhoočkovití (Zosteropidae)
    - timáliovití (Timaliidae)
    - Pellorneidae, "timálie"
    - Leiotrichidae, "timálie"

  - Reguloidea
    - králíčkovití (Regulidae)

  - Bombycilloidea
    - brkoslavcovití (Dulidae)
    - hedvábníkovití (Hypocoliidae)
    - mohovití (Mohoidae)
    - brkoslavovití (Bombycillidae)
    - palmovníkovití (Ptilogonatidae)

  - Certhioidea
    - zedníčkovití (Tichodromatidae)
    - brhlíkovití (Sittidae)
    - šoupálkovití (Certhiidae)
    - leskotovití (Polioptylidae)
    - střízlíkovití (Troglodytidae)

  - Muscicapoidea
    - klubákovití (Buphagidae)
    - drozdcovití (Mimidae)
    - špačkovití (Sturnidae)
    - skorcovití (Cinclidae)
    - drozdovití (Turdidae)
    - lejskovití (Muscicapidae)

  - Passeroidea
    - cukernatkovití (Promeropidae)
    - květozobovití (Dicaeidae)
    - strdimilovití (Nectariniidae)
    - irenovití (Irenidae)
    - sýkavkovití (Chloropseidae)
    - Urocynchramidae, "strnadi"
    - hájníčkovití (Peucedramidae)
    - pěvuškovití (Prunellidae)
    - snovačovití (Ploceidae)
    - vdovkovití (Viduidae)
    - astrildovití (Estrildidae)
    - vrabcovití (Passeridae)
    - konipasovití (Motacillidae)
    - pěnkavovití (Fringillidae)
    - Calcariidae, "strnadi"
    - Lamprospizidae, "tangary"
    - lesňáčkovití (Parulidae)
    - vlhovcovití (Icteridae)
    - strnadovití (Emberizidae)
    - Passerellidae, "strnadci"
    - kardinálovití (Cardinalidae)
    - tangarovití (Thraupidae)